# 8022 Scottcrossfield
8022 Scottcrossfield eller 1990 VD7 är en asteroid i huvudbältet som upptäcktes den 10 november 1990 av den tjeckiske astronomen Antonín Mrkos vid Kleť-observatoriet i Tjeckien. Den är uppkallad efter den amerikanske testpiloten Albert Scott Crossfield.
Asteroiden har en diameter på ungefär 8 kilometer.